# Vandpistol
En vandpistol er en legetøjspistol, der kan fyldes med vand og skydes med, som kan bruges under vandkamp. De er som regel lavet af plastik og kan være udført så de ligner rigtige pistoler, men kan også være designet farverige og mere frit.
Siden 1990'erne findes der også nogle større vandgeværer og vandmaskinpistoler, der kan rumme mere vand og har en længere rækkevidde end de klassiske vandpistoler.
Det ældste eksempel på en form for vandpistol er J.W. Wolffs patent fra 30. juni 1896. Den ældste reference til en vandpistol er dog fra 1861, hvor General William T. Sherman udtalte om forsøget på at dæmpe løsrivelsen: "Hvorfor, du kan ligeså godt forsøge at slukke en ildebrand med en vandpistol."